# Carlos Campos (labdarúgó)
Carlos Héctor Campos Silva (Santiago, 1937. február 14. – 2020. november 11.) chilei válogatott labdarúgó.
A chilei válogatott tagjaként részt vett az 1962-es és az 1966-os világbajnokságon, illetve az 1967-es Dél-amerikai bajnokságon.

## Sikerei, díjai
Universidad de Chile
- Chilei bajnok (6): 1959, 1962, 1964, 1965, 1967, 1969

Chile
- Világbajnoki bronzérmes (1): 1962